# Pseudorobillarda setariae
Pseudorobillarda setariae är en svampart som först beskrevs av Punith. & N.D. Sharma, och fick sitt nu gällande namn av Nag Raj 1993. Pseudorobillarda setariae ingår i släktet Pseudorobillarda, divisionen sporsäcksvampar och riket svampar.   Inga underarter finns listade i Catalogue of Life.